# Benedict Cumberbatch
Benedict Timothy Carlton Cumberbatch, CBE (* 19. července 1976 Londýn) je britský filmový, televizní a divadelní herec a filmový producent. Mezi jeho nejznámější role patří Stephen Hawking z dramatu Hawking (2004), William Pitt z historického filmu Nezlomná vůle (2006), hlavní roli si zahrál i v miniseriálu The Last Enemy (2008) jako Stephen Ezard, také jako Paul Marshall ve filmu Pokání (2007), Alan Turing ve filmu Kód Enigmy (2014), Doctor Strange ve filmu Doctor Strange a role Bernarda ve Small Island (2009). Nejvíce se však proslavil rolí Sherlocka Holmese v seriálové adaptaci BBC Sherlock (2010).

## Život a vzdělání
Narodil se v Londýně jako syn herců Timothyho Carltona (celým jménem Timothy Carlton Congdon Cumberbatch, * 1939) a Wandy Ventham (* 1935). Z matčina prvního manželství měl starší sestru Tracy Peacock, rozenou Tabernacle.
Náznaky herecké kariéry u Cumberbatche započaly již v útlém dětství, nejprve na soukromé škole Brambletye School v Západním Sussexu a poté na prestižní škole Harrow School v severozápadním Londýně, kde hrál v Shakespearových hrách Jak se vám líbí a Sen noci svatojánské. Po úspěšném absolvování odjel učit angličtinu na jeden rok do tibetského kláštera. Poté studoval herectví na univerzitě v Manchesteru. Jeho herecké snahy mířily dále, a proto se rozhodl pokračovat ve studiích, a to na Londýnské akademii hudby a dramatických umění.

## Kariéra

### Divadlo
Od roku 2001 dostával hlavní role v klasických hrách v Open Air Theatre, Regent’s Park Open Aird Almeida Theatre, Divadlo Royal Court a Národním divadle Londýn. Byl nominován na Cenu Lawrence Oliviera za nejlepší výkon ve vedlejší roli ve hře Heda Gablerová. Tato divadelní hra měla 16. března 2005 premiéru v Almeida Theatre, poté byla hrána v Duke of York’s Theatre a nakonec také ve West End Theatre. V únoru 2011 začal hrát na alternativních nocích v The Children's Monoluges a jako Dr. Frankestein. Tuto roli si i zahrál v londýnském národním divadle. Frankestein byl uveden do kin v březnu 2011.

### Televize
V roce 2004 si zahrál dvojroli v seriálu Heartbeat, dále například ve filmu Tipping The Velvet (2002) a taky v komediálním dramatu Fortysomething (2003). Také vystupoval v seriálech Spooks a Silent Witness. V roce 2004 zazářil ve filmové adaptaci Hawking, která mu přinesla nominaci na cenu BAFTA TV pro nejlepšího herce a získání cenu Zlatá nymfa. Také se objevil v minisérii od BBC Dunkerk.

V roce 2005 hrál protagonistu Edmunda Talbota v minisérii To The Ends of The Earth, založené na trilogii Williama Goldinga. Režisér filmu o něm prohlásil: 
„Našli jsme Benedicta Cumberbatche poměrně brzy. Potřebovali jsme velmi dobrého herce, někoho dost mladého na to, aby byl uvěřitelný jako aristokrat, který je nepatrně nesympatický, ovšem už dospělý a uvědomuje si svoje názory. A hlavně jsem potřebovali herce, který by byl na obrazovce čtyři a půl hodiny, v každé scéně. Potřebovali jsme někoho se zkušenostmi, někoho kdo by byl nejen dobrým hercem, ale také někoho s úžasně komickým načasováním. Benedict byl ideální odpověď.“

Producent Lynn Horsford řekl: 
„Benedict byl pozoruhodný. Pořád byl začtený v Golden románech a stále je studoval. Potřebovali jsem ho každý den a on se prostě nezastavil, vycházel nám vstříc a nestěžoval si. On se prostě stal Edmundem Talbotem. A tuto opravdovost přenesl do všech členů obsazení. Během čtyř měsíců, kdy tento film vznikal, můžu říci, že jsme se velmi sblížili.“
Dále se Cumberbatch objevil po boku Toma Hardyho v televizní adaptaci knihy Staurt: A Life Backwards (2007). V roce 2008 si zahrál v dramatu The Last Enemy, za který dostal Cenu Satelite pro nejlepšího herce ve filmu nebo minisérii. V prosinci 2008 se objevil v roli letce The Dark Side of The Earth. V roce 2009 hrál v seriálu Slečna Marplová, také televizní adaptaci Small Island a znovu získal Cenu BAFTA TV za nejlepšího herce ve vedlejší roli.
Cumberbatch se také zabýval rozhlasem, převyprávěl šest dílů seriálu Jižní Pacifik. Vysílaly se od května do června 2009 na BBC Radio 4. Cumberbatch, který je velkým fanouškem sci-fi show Pán času, se v jednom z rozhovorů zmínil, že by měl zájem se objevit v hlavní nebo vedlejší roli k připravované adaptaci Sherlocka. Toto přání mu bylo v roce 2010 splněno a vysloužil si příjemné ohlasy, jak od kritiky, tak i u diváků.

### Film
V roce 2006 si zahrál ve filmu Nezlomná vůle, kde ztvárnil Williama Pitta. Příběh se nese v duchu 18. století, v době intenzivních a dlouhých politických bojů kvůli problematice otroků v britském království. William Pitt byl nejbližším přítelem Wilbeforce, což byl politický spojenec a poté stal se předsedou vlády. Touto rolí získal cenu London Film Critics Circle a byl to pro něho průlom v jeho dosavadní kariéře.
Následně se objevil ve vedlejších rolích ve filmech Pokání (2007) a Králova přízeň (2008). V 2009 si zahrál v Creation a v roce 2010 v The Whistleblower. Cumberbatch se v roce 2011 objevil v jedné z vedlejších rolí ve filmu Stevena Spielberga Válečný kůň. O rok později hrál ve snímku Jeden musí z kola ven.
V roce 2013 hrál ve sci-fi filmu Star Trek: Do temnoty a v oceňovaném 12 let v řetězech.
V roce 2015 byl nominován na Oskara za roli ve filmu Kód Enigmy, kde ztvárnil roli matematického génia Alana Turinga. V roce 2016 hrál hlavní postavu – neurologa Doctora Stephena Strange ve filmu Doctor Strange. V této roli se objevil i ve filmech Thor: Ragnarok, Avengers: Infinity War, Avengers: Endgame, Spider-Man: Bez domova a Doctor Strange v mnohovesmíru šílenství.
V roce 2021 Benedict Cumberbatch ztvárnil hlavní roli ve filmu Síla psa. Film získal celkem dvanáct nominací na Oscara, včetně Cumberbatchovy nominace za nejlepšího herce v hlavní roli.

## Osobní život
Cumberbatch udržoval vztah s herečkou Olivií Pouletovou, se kterou se seznámil na univerzitě. Ovšem po dvanáctiletém soužití se v březnu 2011 rozešli. V roce 2011 pak začal chodit s londýnskou umělkyní Annou Jamesovou, ale po roce se rozešli. Od té doby byl spatřen v přítomnosti více žen, ale sám se označil za nezadaného a nějakou dobu odmítal dotazy tisku, týkající se jeho partnerského života.
V roce 2014 se zasnoubil s divadelní a operní režisérkou Sophie Hunter (* 16. března 1978), kterou si vzal 14. února 2015. Mají spolu syna Christophera Carltona (* 13. června 2015). Syn Hal Auden se jim narodil v roce 2017 a na začátku roku 2019 se jim narodil syn Finn.
Cumberbatchův prapředek Abraham Cumberbatch koupil v roce 1728 na Barbadosu plantáž s cukrovou třtinou, na které muselo pracovat přibližně 250 otroků. Po zrušení otroctví ve 30. letech 19. století dostala rodina od vlády finanční kompenzaci za ztrátu pozemků ve výši sedmi tisíc dolarů (cca 160 tisíc korun – bez započítání inflace). V roce 2023 barbadoská vláda chystá žalobu na hercovu rodinu, ve které požaduje finanční odškodnění.
Mezi jeho oblíbené koníčky patří např. potápění, motocykly a jízda na koni.

## Charitativní činnost
Benedict Cumberbatch je ambasadorem charitativní organizace The Prince's Trust, založené princem Charlesem, která pomáhá mladým lidem ve Spojeném království. Je také patronem neziskové organizace Odd Arts, která se snaží pomocí různých podob umění měnit životy různé sortě lidí od trestaných osob, závislých na alkoholu, drogách apod. Od roku 2004, kdy ztvárnil postavu Stephena Hawkinga v televizním dramatu Hawking, je aktivním podporovatelem a patronem neziskové organizace Motor Neurone Disease Association. Daroval řadu svých kreseb a maleb, ale i různých dalších předmětů, jako např. svou podepsanou čepici ze seriálu Sherlock, do různých charitativních aukcí.
V roce 2003 se v Londýně připojil k protestu proti válce v Iráku – Stop the War Coalition. V roce 2010 oslovil aktivisty v protestu organizovaném Trade Union Congress ve Westminsteru, který se týkal navrhovaných škrtů v rozpočtu na umění Spending Review. Ačkoliv je Benedict Cumberbatch heterosexuál, v červenci 2013 oddal své dva přátele stejného pohlaví. V roce 2013 protestoval proti tomu, co vnímal jako porušování občanských práv britskou vládou. Benedict Cumberbatch, spolu s Princem Philipem předal 19. března 2014 v St. James Palace 85 mladým lidem Cenu vévody z Edinburghu.
Na Mezinárodní den žen 2014 se stal signatářem dopisu Amnesty International adresovaného britskému premiérovi Davidu Cameronovi, jehož obsahem byla kampaň za práva žen v Afghánistánu. Na jaře roku 2014 Benedict Cumberbatch veřejně podpořil kampaň webu "Hacked Off" vyžadující větší seberegulaci britského tisku. V dubnu 2014 podpořil prostřednictvím Twitteru svého přítele pianisty Jamese Rhodese kampaň 19letého chlapce trpícího nevyléčitelným typem rakoviny a to tak, že se nechal vyfotit s lístkem žádajícím o podporu iniciativy Stephen's Story na čele.

## Filmografie

### Film
| Rok  | Název                                   | Role                             | Ocenění a nominace                                                     |
| ---- | --------------------------------------- | -------------------------------- | ---------------------------------------------------------------------- |
| 2002 | Hills Like White Elephants              | Muž                              |                                                                        |
| 2003 | Zabijte krále                           | Monarchista                      | krátkometrážní film                                                    |
| 2006 | Zahřívací kolo                          | Patrick Watts                    |                                                                        |
| 2006 | Nezlomná vůle                           | William Pitt mladší              | Nominován— London Film Critics Circle Award v kategorii nejlepší herec |
| 2007 | Inseparable                             | Joe/Charlie                      | krátkometrážní film                                                    |
| 2007 | Pokání                                  | Paul Marshall                    |                                                                        |
| 2008 | Králova přízeň                          | William Carey                    |                                                                        |
| 2008 | Burlesque Fairytales                    | Henry Clark                      |                                                                        |
| 2009 | Síla lásky                              | Joseph Hooker                    |                                                                        |
| 2010 | Třetí hvězda                            | James                            |                                                                        |
| 2010 | Informátorka                            | Nick Philips                     |                                                                        |
| 2011 | Válečný kůň                             | Major Stewart                    |                                                                        |
| 2011 | Příliš mnoho tajemství                  | David                            |                                                                        |
| 2011 | Jeden musí z kola ven                   | Peter Guillam                    |                                                                        |
| 2012 | Girlfriend in a Coma                    | hlas Danteho Alighieriho         | Dokumentární                                                           |
| 2012 | Hobit: Neočekávaná cesta                | Šmak, Nekromant                  | Pouze hlas a motion capture                                            |
| 2013 | Star Trek: Do temnoty                   | John Harrison/Khan Noonien Singh |                                                                        |
| 2013 | 12 let v řetězech                       | William Ford                     |                                                                        |
| 2013 | Hobit: Šmakova dračí poušť              | Šmak, Nekromant                  | Pouze hlas a motion capture                                            |
| 2013 | Blízko od sebe                          | Charles Aiken                    | Také zpíval skladbu „Can't Keep It Inside” v soundtracku               |
| 2013 | WikiLeaks                               | Julian Assange                   |                                                                        |
| 2014 | Hobit: Bitva pěti armád                 | Šmak, Nekromant                  | Pouze hlas a motion capture                                            |
| 2014 | Kód Enigmy                              | Alan Turing                      |                                                                        |
| 2015 | Black Mass: Špinavá hra                 | William "Billy" Bulger           |                                                                        |
| 2015 | Tučňáci z Madagaskaru                   |                                  | Pouze hlas                                                             |
| 2016 | Doctor Strange                          | Doctor Strange                   |                                                                        |
| 2016 | Zoolander No. 2                         | All                              |                                                                        |
| 2017 | Thor: Ragnarok                          | Doctor Strange                   |                                                                        |
| 2017 | Vysoké napětí                           | Thomas Edison                    |                                                                        |
| 2018 | Avengers: Infinity War                  | Doctor Strange                   |                                                                        |
| 2018 | Grinch                                  | Grinch (hlas)                    |                                                                        |
| 2018 | Mauglí – příběh džungle                 | Šerchán                          |                                                                        |
| 2019 | Avengers: Endgame                       | Doctor Strange                   |                                                                        |
| 2019 | V kapradí: Film                         | Sám sebe                         |                                                                        |
| 2019 | 1917                                    | poručík Mackenzie                |                                                                        |
| 2020 | Louis Wain                              | Louis Wain                       |                                                                        |
| 2020 | Ironbark                                | Greville Wynne                   |                                                                        |
| 2020 | Síla psa                                | Phil Burbank                     |                                                                        |
| 2021 | Magik                                   | Lewis (hlas)                     |                                                                        |
| 2021 | Mauritánec: Deník z Guantánama          | Stuart Couch                     | také producent                                                         |
| 2021 | Elektrizující život Louise Waina        | Louis Wain                       |                                                                        |
| 2021 | Spider-Man: Bez domova                  | Doctor Strange                   |                                                                        |
| 2022 | Doctor Strange v mnohovesmíru šílenství | Doctor Strange                   |                                                                        |
| 2025 | Fénické spiknutí                        | Nubar                            |                                                                        |

### Televize
| Rok   | Název                                       | Role                                 | Poznámky                                            | Ocenění a nominace |
| ----- | ------------------------------------------- | ------------------------------------ | --------------------------------------------------- | --- |
| 2002  | Fields of Gold                              | Jeremy                               | TV film                                             | |
| 2002  | Na špičce jazyka                            | Freddy                               | Dramatický seriál                                   | |
| 2002  | Tichý svědek                                | Warren Reid                          | Dramatický seriál; 2 díly                           | |
| 2003  | Špióni z Cambridge                          | Edward Hand                          | Dramatický seriál; 1 díl                            | |
| 2003  | MI5                                         | Jim North                            | Dramatický seriál; 1 díl                            | |
| 2003  | Čtyřicítka na krku                          | Rory                                 | Komediální drama                                    | |
| 2004  | Heartbeat                                   | Toby Fisher                          | 1 díl                                               | |
| 2004  | Dunkerque: záchrana expedičního sboru       | Lt. Jimmy Langley                    | Dokumentární drama                                  | |
| 2004  | Hawking                                     | Stephen Hawking                      | TV film                                             | Zlatá nymfa pro televizní film v kategorii nejlepší herec Nominován – Cena BAFTA pro nejlepšího herce |
| 2005  | Až na konec světa                           | Edmund Talbot                        | Dramatický seriál                                   | |
| 2005  | Broken News                                 | Will Parker                          | Komediální seriál, 3 díly                           | |
| 2005  | Nathan Barley                               | Robin                                | Komediální seriál; 2 díly                           | |
| 2005  | The Man Who Predicted 9/11                  | Vypravěč                             | Dokumentární                                        | |
| 2007  | Stuart: Život pozpátku                      | Alexander Masters                    | Televizní film                                      | |
| 2008  | The Last Enemy                              | Stephen Ezard                        | Dramatický seriál                                   | Nominován – Satellite Award v kategorii nejlepší herec v miniseriálu nebo televizním filmu |
| 2008  | Picture This                                | Vypravěč                             | Dokumentární; 3 díly                                | |
| 2009  | Slečna Marplová: Vraždit je snadné          | Luke Fitzwilliam                     | Televizní film                                      | |
| 2009  | Small Island                                | Bernard Bligh                        | Dramatický seriál                                   | Cena BAFTA Television Award pro nejlepšího herce ve vedlejší roli |
| 2009  | Jižní Pacifik                               | Vypravěč                             | Dokumentární; 6 dílů                                | |
| 2010  | The Rattigan Enigma by Benedict Cumberbatch | Moderátor                            | Dokumentární                                        | |
| 2010  | Into the Universe with Stephen Hawking      | Vypravěč                             | Dokumentární; 3 díly                                | |
| 2010– | Sherlock                                    | Sherlock Holmes                      | Dramatický detektivní seriál                        | Crime Thriller Awards pro nejlepšího herce Broadcasting Press Guild Awards pro nejlepšího herce Nominován— National Television Award v kategorii nejlepší dramatická prezentace herce Cena BAFTA Television Award v kategorii nejlepší herec v hlavní roli |
| 2010  | Van Gogh: Painted with Words                | Vincent van Gogh                     | Dokumentární drama                                  | |
| 2011  | Curiosity                                   | Vypravěč                             | Dokumentární                                        | |
| 2012  | Stephen Hawking's Grand Design              | Vypravěč                             | Dokumentární; 3 díly                                | |
| 2013  | Konec přehlídky                             | Christopher Tietjens                 | Dramatický seriál; 5 dílů                           | |
| 2013  | Simpsonovi                                  | Britský předseda vlády Severus Snape | Pouze hlas díl: „Strasti lásky"                     | |
| 2016  | Saturday Night Live                         | Sám sebe/moderátor                   | díl: „Benedict Cumberbatch / Solange“               | |
| 2016  | The Hollow Crown: The Wars of the Roses     | Richard III                          | 2 díly                                              | |
| 2017  | Dítě v pravý čas                            | Stephen Lewis                        | Televizní film                                      | |
| 2018  | Patrick Melrose                             | Patrick Melrose                      | limitovaný seriál                                   | Televizní cena BAFTA v kategorii nejlepší mužský herecký výkon v hlavní roli |
| 2019  | Brexit                                      | Dominic Cummings                     | TV film                                             | |
| 2019  | The Tiger Who Came to Tea                   | Tatínek (hlas)                       | krátkometrážní TV film                              | |
| 2019  | Good Omens                                  | Satan (hlas)                         | díl: „The Very Last Day Of The Rest Of Their Lives“ | |
| 2021  | What If...?                                 | Doctor Strange (hlas)                | 3 díly                                              | |

### Rozhlas
| Rok   | Název                                   | Role                  | Poznámky    |
| ----- | --------------------------------------- | --------------------- | ----------- |
| 2004  | The Raj Quartet                         | Nigel Rowan           | BBC Radio 4 |
| 2004  | Kepler                                  | Johannes Kepler       | BBC Radio 4 |
| 2004  | The Recruiting Officer                  | Worthy                | BBC Radio 4 |
| 2004  | The Odyssey                             | Telemachus            | BBC Radio 4 |
| 2004  | The Biggest Secret                      | Captain Rob Collins   | BBC Radio 4 |
| 2004  | The Far Side of the World               | Vypravěč              | BBC Radio 4 |
| 2004  | The Surgeons Mate                       | Vypravěč              | BBC Radio 4 |
| 2004  | Mr. Norris Changes Trains               | Vypravěč              | BBC Radio 4 |
| 2005  | Le Pere Goriot                          | Vypravěč              | BBC Radio 4 |
| 2005  | Seven Women                             | Tovey                 | BBC Radio 4 |
| 2005  | Medical Humanities: Baptism by Rotation | Vypravěč              | BBC Radio 4 |
| 2005  | Fieldstudy: The Field                   | Vypravěč              | BBC Radio 4 |
| 2005  | The Cocktail Party                      | Peter Quilpe          | BBC Radio 4 |
| 2006  | The Possessed                           | Nikolai Stavrogin     | BBC Radio 3 |
| 2008  | The Pillow Book                         | Tadanobu              | BBC Radio 4 |
| 2008  | Blake 7 The Early Years                 | Townsend              |             |
| 2008  | The Last Days of Grace                  | GF                    | BBC Radio 4 |
| 2008  | At War with Wellington                  | Vévoda z Wellingtonu  | BBC Radio 4 |
| 2008  | Chatterton: The Allington Solution      | Thomas Chatterton     | BBC Radio 4 |
| 2008  | Spellbound                              | Doktor Murchison      | BBC Radio 4 |
| 2008  | Rainy Season                            | Vypravěč              | BBC Radio 4 |
| 2008  | The Tiger's Tale                        | Vypravěč              | BBC Radio 4 |
| 2008  | Words and Music: Italian Fantasy        | Vypravěč              | BBC Radio 4 |
| 2008  | Doctor Who: Forty-Five                  | Howard Carter Thing 2 |             |
| 2008– | Cabin Pressure                          | Capt. Martin Crieff   | BBC Radio 4 |
| 2009  | Good Evening                            | Dudley Moore          | BBC Radio 4 |
| 2009  | Little Red Hen                          | Vypravěč              | Ladybird    |
| 2009  | Rumpole and the Penge Bungalow Murders  | Mladý Rumpole         | BBC Radio 4 |
| 2009  | Metamorphosis                           | Vypravěč              | BBC Radio 7 |
| 2010  | Rumpole and the Family Pride            | Mladý Rumpole         | BBC Radio 4 |
| 2010  | Rumpole and the Eternal Triangle        | Mladý Rumpole         | BBC Radio 4 |
| 2010  | Words for You: The Next Chapter         | Vypravěč              |             |
| 2011  | Tom and Viv                             | TS Eliot              | BBC Radio 7 |
| 2012  | Rumpole and the Man of God              | Mladý Rumpole         | BBC Radio 4 |
| 2012  | Rumpole and the Explosive Evidence      | Mladý Rumpole         | BBC Radio 4 |
| 2012  | Rumpole and the Gentle Art of Blackmail | Mladý Rumpole         | BBC Radio 4 |
| 2012  | Rumpole and the Expert Witness          | Mladý Rumpole         | BBC Radio 4 |
| 2013  | Copenhagen                              | Werner Heisenberg     | BBC Radio 3 |
| 2013  | Neverwhere                              | Angel Islington       | BBC Radio 4 |
| 2014  | Rumpole and the Old Boy Net             | Rumpole               | BBC Radio 4 |
| 2014  | Rumpole and the Sleeping Partners       | Rumpole               | BBC Radio 4 |
| 2015  | My Dear Bessie                          | Chris                 | BBC Radio 4 |

## Divadlo
| Rok  | Název                     | Role                         | Dějiště                                | Ocenění a nominace                                                          |
| ---- | ------------------------- | ---------------------------- | -------------------------------------- | --------------------------------------------------------------------------- |
| 2001 | Marná lásky snaha         | Ferdinand                    | Open Air Theatre, Regent's Park        |                                                                             |
| 2001 | Sen noci svatojánské      | Demetrius                    | Open Air Theatre, Regent's Park        |                                                                             |
| 2002 | Jak se vám líbí           | Orlando                      | Open Air Theatre, Regent's Park        |                                                                             |
| 2002 | Romeo a Julie             | Benvolio                     | Open Air Theatre, Regent's Park        |                                                                             |
| 2002 | Oh, What a Lovely War!    | Neznámá role                 | Open Air Theatre, Regent's Park        |                                                                             |
| 2004 | Paní z moře               | Lyngstrand                   | Almeida Theatre                        |                                                                             |
| 2005 | Heda Gablerová            | Tesman                       | Almeida Theatre Duke of York's Theatre | Nominován— Cena Laurence Oliviera pro nejlepší výkon herce ve vedlejší roli |
| 2006 | Period of Adjustment      | George                       | Almeida Theatre                        |                                                                             |
| 2007 | Rhinoceros                | Bérenger                     | Royal Court Theatre                    |                                                                             |
| 2007 | The Arsonists             | Eisenring                    | Royal Court Theatre                    |                                                                             |
| 2008 | The City                  | Chris                        | Royal Court Theatre                    |                                                                             |
| 2010 | After the Dance           | David Scott-Fowler           | Národní divadlo Londýn                 |                                                                             |
| 2010 | The Children's Monologues | neznámá                      | The Old Vic                            |                                                                             |
| 2011 | Frankenstein              | monstrum/Victor Frankenstein | Národní divadlo Londýn                 |                                                                             |
| 2013 | 50 Years on Stage         | Rosencrantz                  | Národní divadlo Londýn                 |                                                                             |
| 2013 | Letters Live              | čtenář                       | The Tabernacle, Nothing Hill           | The Tabernacle                                                              |
| 2014 | Letters Live              | čtenář                       | Hay Festival, Wales                    |                                                                             |
| 2015 | Letters Live              | čtenář                       | Freemasons' Hall                       |                                                                             |
| 2015 | Hamlet                    | Hamlet                       | Barbican Theatre                       |                                                                             |
| 2018 | Letters Live              | čtenář                       | The Town Hall                          |                                                                             |
| 2019 | Letters Live              |                              | The Union Chapel                       |                                                                             |